# Haiangriffe vor La Réunion
Seit dem Jahr 2011 ereigneten sich mehrere Haiangriffe überwiegend an der Westküste der Insel Réunion im Indischen Ozean. Von 1980 bis Anfang Februar 2023 gab es dort 60 Haiangriffe, fast jeder zweite (45 %) davon verlief tödlich. Statistisch gesehen war die Wahrscheinlichkeit, an den Küstengewässern von La Réunion Opfer eines Haiangriffs zu werden, im März 2015 rund tausendmal so hoch als an den Küsten Australiens und Nordamerikas, wo sich bislang die meisten Haiunfälle ereignet hatten. Die meisten Haiangriffe (64) gab es im genannten Zeitraum jedoch in Neukaledonien, obwohl es nur rund 270.000 Einwohner zählt. Damit gehören die Strände von La Réunion neben denen von Neukaledonien, der Second Beach in Port St Johns, Südafrika, den Stränden bei Recife in Brasilien (siehe auch Haiangriffe vor Recife), Makena Beach auf Maui/Hawaii und Surf Beach/Kalifornien zu den Küstenregionen, wo sich eine statistisch signifikante Anzahl von Haiangriffen angehäuft hat. Bullen- und Tigerhaie werden für die Unfälle verantwortlich gemacht.

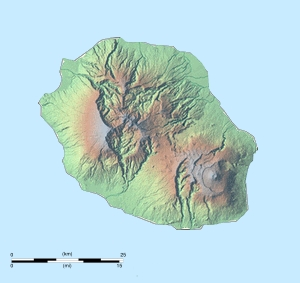
Relief der Insel La Réunion

Zeitleiste der Haiangriffe

Örtliche Häufung der Haiangriffe auf der Karte der Insel La Réunion

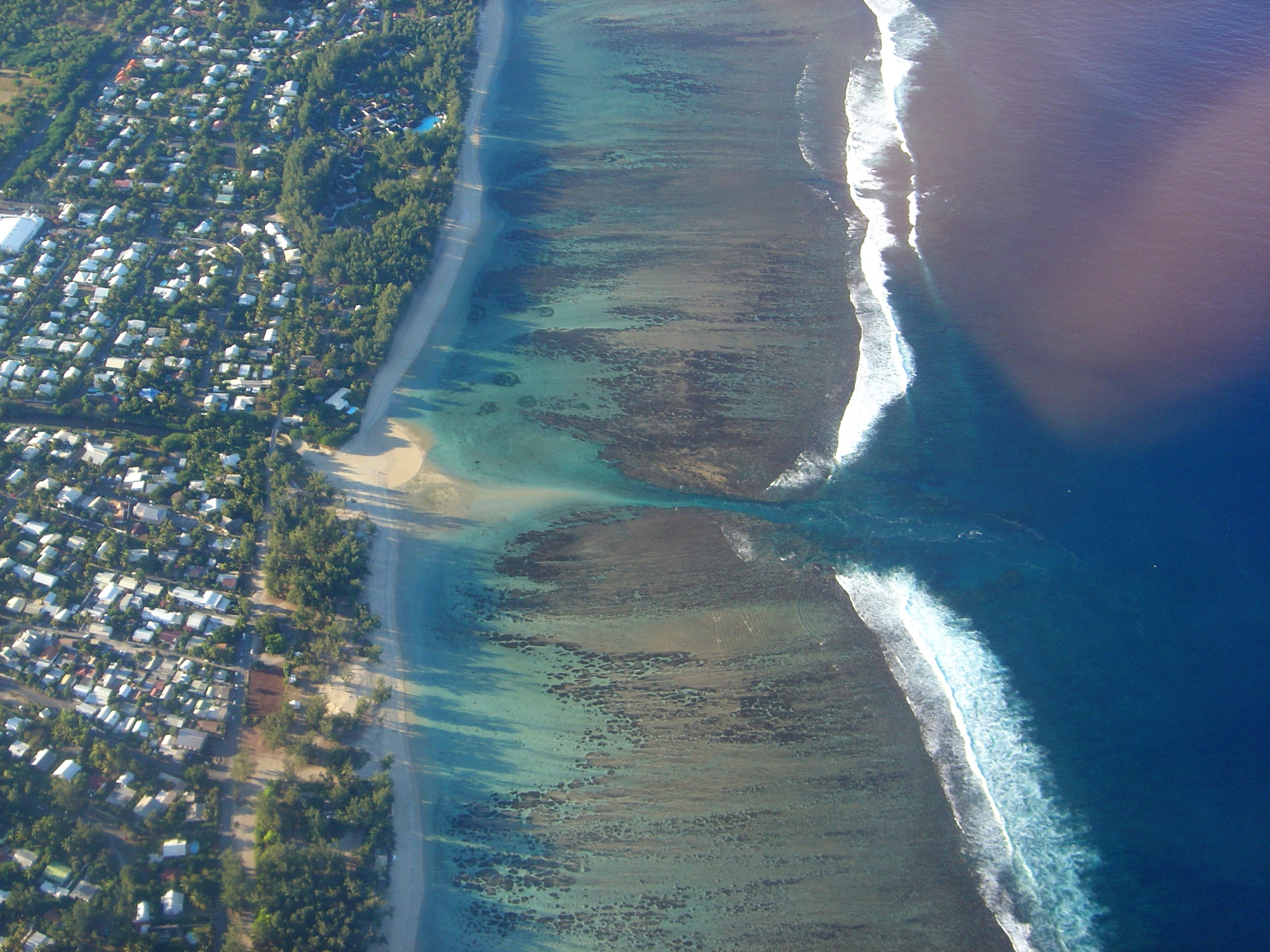
Lagune bei La Réunion

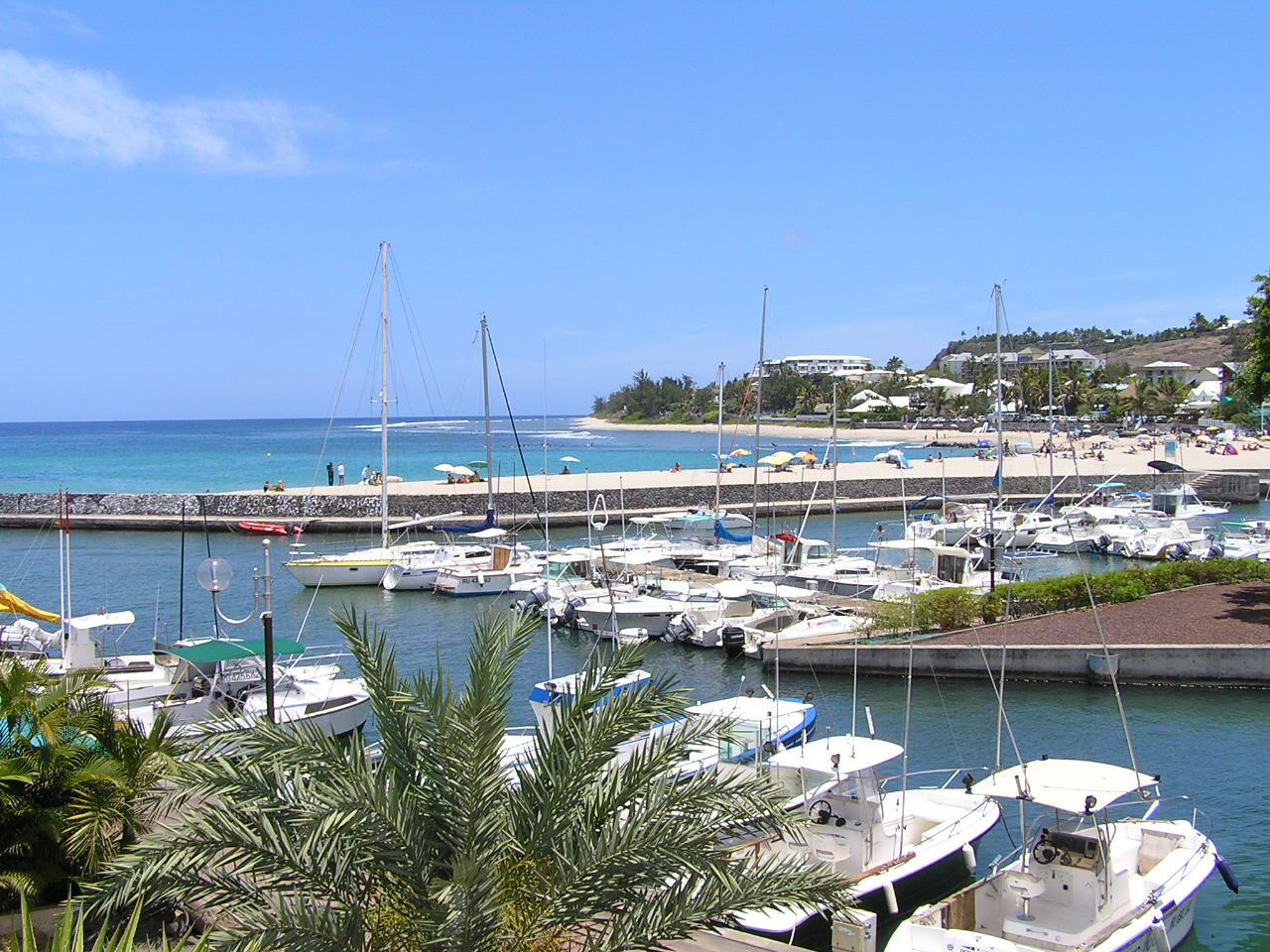
Hafen von Saint-Gilles

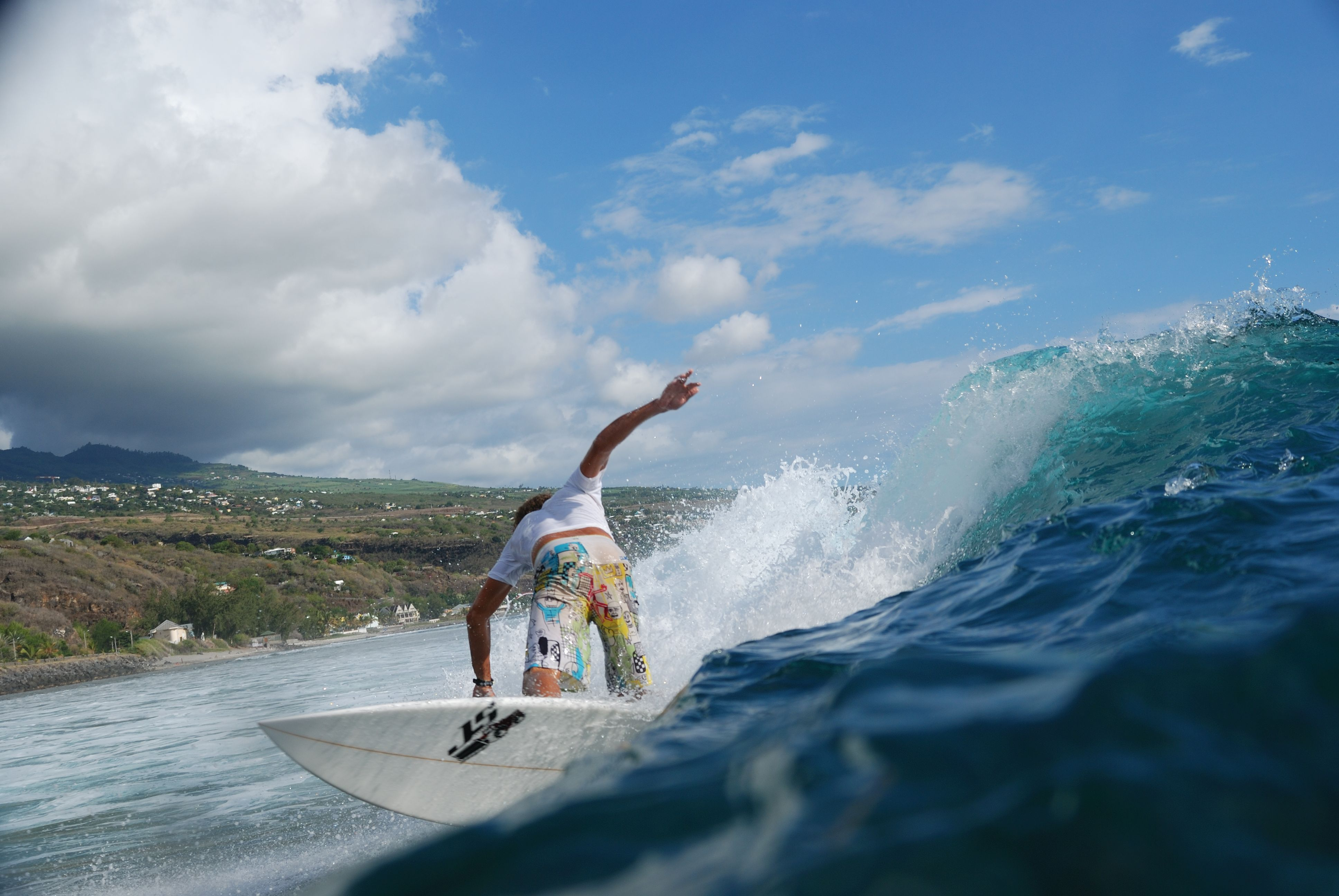
Surfer am Strand von Saint Leu

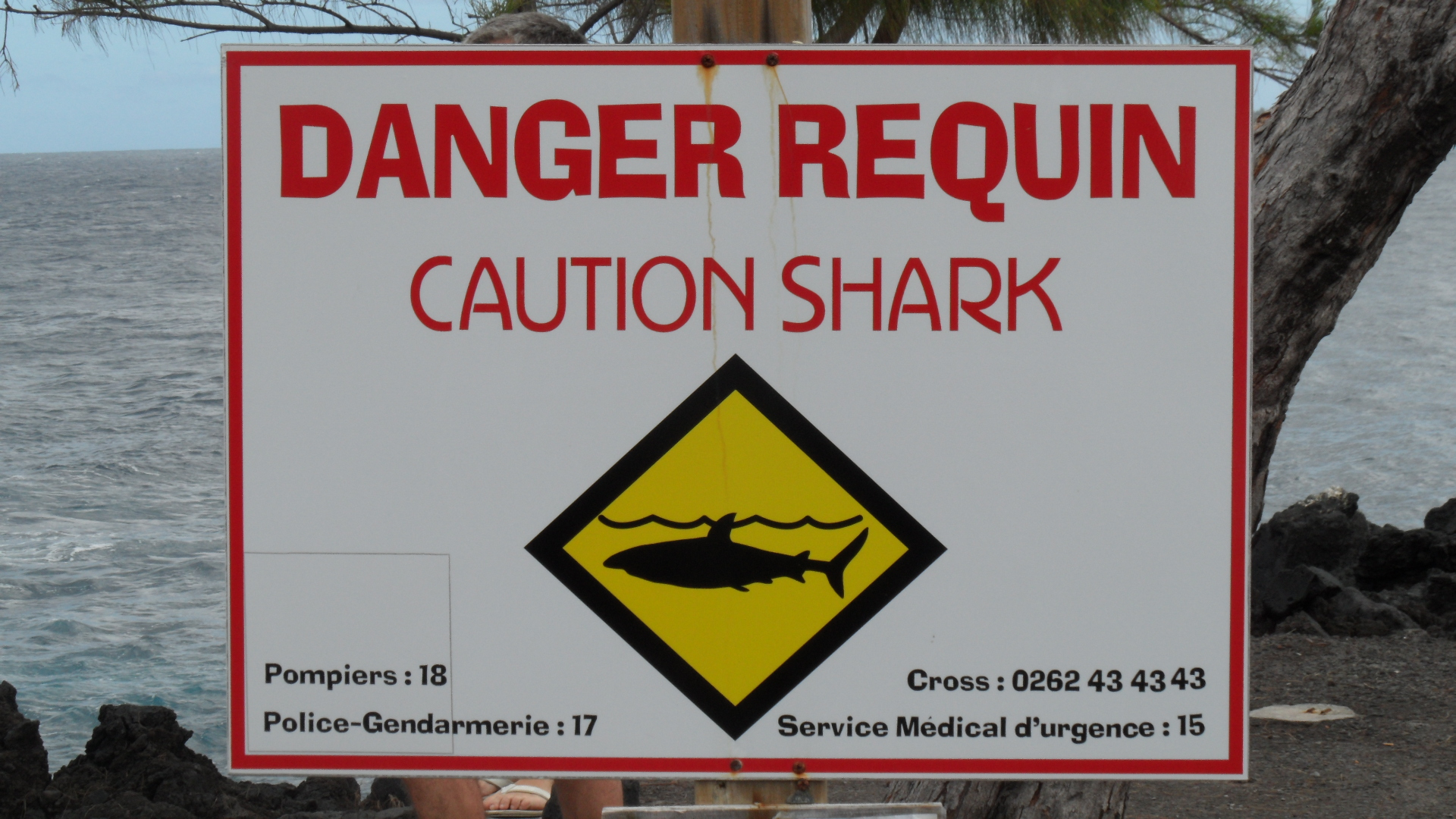
Warnhinweisschild am Strand

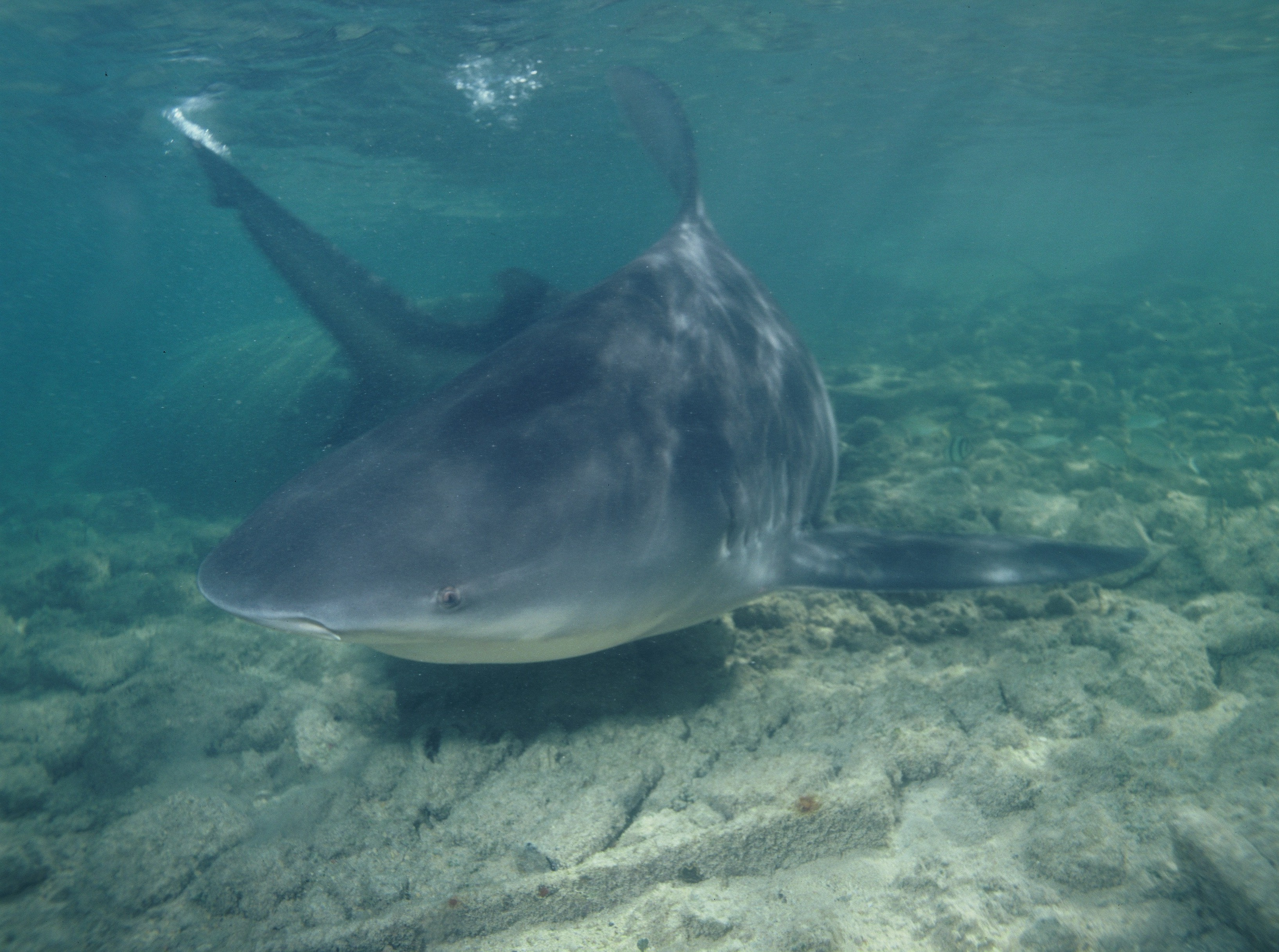
Bullenhai

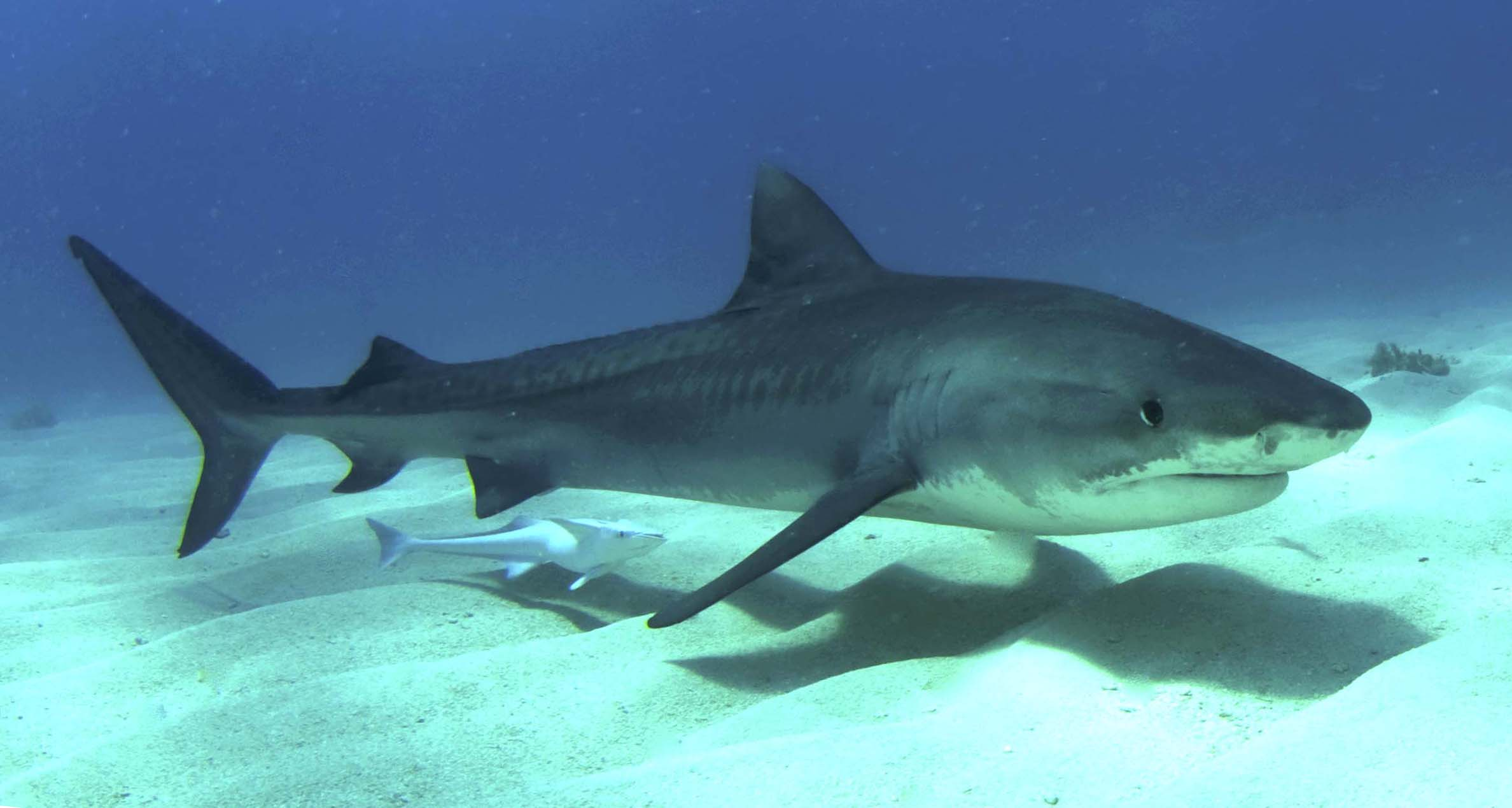
Tigerhai

## Angriffe
Die Angriffe ereigneten sich häufig, wie auch im Fall des 31-jährigen Surfers Mathieu Schiller, wenige Meter von einem Ufer der Insel Réunion entfernt. Schiller wurde am Nachmittag mehrfach von einem Hai angegriffen. Beim zweiten Mal war die Attacke tödlich, und Schiller verblutete. Hieraus ließ sich jedoch noch kein Muster zum typischen Jagdverhalten von Bullenhaien ableiten, welche häufig ihre Beute überrumpeln und schwer verwunden und erst bei der zweiten Attacke das Opfer töten und in die Tiefe ziehen. Eine andere Variante geht davon aus, dass der durch den Haiangriff tödlich verletzte Surfer in der Brandung von einer Welle erfasst und auf das offene Meer hinaus getrieben wurde. Die 15-jährige Sarah Roperth wurde ebenfalls in unmittelbarer Strandnähe, nur etwa fünf Meter vom Ufer entfernt beim Schwimmen angegriffen und getötet.

### Verhalten der Haie
Bullen- und Tigerhaie sind Nahrungsopportunisten. Die Raubfische sind nicht auf ein bestimmtes, genau definiertes Beutespektrum festgelegt und gelten daher häufig als „Allesfresser“. Beide Fischarten tragen zudem oft den Beinamen „Mülltonnen des Meeres“.
Taucher, welche das Verhalten von Bullenhaien im offenen Wasser untersuchten, beschrieben die Tiere als extrem zurückhaltend und scheu. Die Tiere ließen die Taucher kaum auf eine Distanz von zehn Metern herankommen. „Sie sind ein bisschen wie krankhaft schüchterne Männer, wenn sie sich mal trauen, eine Frau anzusprechen, dann werden sie forsch“, so beschrieb der Apnoetaucher Frédéric Buyle ihr Verhalten. Taucher haben beobachtet, dass Bullenhaie häufig in unmittelbarer Grundnähe jagen. Einzeln oder in kleinen Gruppen schwimmen sie mit langsamen Bewegungen oft nur wenige Zentimeter über dem Meeresboden und spüren mit ihren Rezeptoren elektromagnetische Felder ihrer Beute auf. Bullenhaie sind keine Augenjäger und sind daher auf ein Leben in sedimenthaltigen Gewässerzonen gut angepasst.

## Pressemeldungen
Die Haiangriffe von La Réunion erzeugten ein großes Medienecho, zunächst nur in der Lokalpresse der Insel, später auch in den großen französischen Zeitungen. Die Berichterstattung umfasst das Spektrum von sachlicher Reportage mit Schlagzeilen wie „Neue Haiattacke auf La Réunion“, „Das Mysterium der zunehmenden Haiattacken“ bis hin zur hysterischen Panikmache in „Blutrünstiger Killerhai im friedlichen Inselparadies“. Die oft reißerischen Sensationsmeldungen der Presse haben der lokalen Tourismusindustrie der Insel einen großen Schaden zugefügt. Der Telegraph UK veröffentlichte in einer Graphik das statistische Risiko, Opfer eines Haiangriffs zu werden. Während die Chance in den USA und Brasilien bei 0,002 pro einer Million Einwohner liegt, in Südafrika 0,15 und in Australien 0,81, liegt die Wahrscheinlichkeit vor La Réunion bei 8,28. Die New York Times beschreibt die wirtschaftlichen Folgen der Haikrise für die Insel.

## Ursachenanalyse
Die Ursachen für die häufigen Angriffe sind bislang noch nicht abschließend erforscht.
Ein maritimes Naturschutzgebiet und das damit verbundene Einschränken der Fischerei, sowie die Abnahme des Motorbootsverkehrs vor der Insel hätte möglicherweise ebenfalls zu der statistischen Zunahme von Haiangriffen geführt.
Auch sei die dramatische Überfischung der Küstengewässer und eine zunehmende Umweltverschmutzung schuld an dem Nahrungsmangel für große Raubfische. Eine weitere Erklärung ist möglicherweise die Fischfarm in der Bucht von St. Gilles, wo Speisefische in großen Käfigen gehalten werden. Geruch und Geräusche dieser Fische würden Haie in großer Zahl anlocken.
Außerdem sei es denkbar, dass Haie den Fischerbooten bis ins Hafenbecken folgen, wo sie sich von Fischabfällen ernähren. Ursache aller Erklärungsversuche ist das gestörte ökologische Gleichgewicht in den Küstengewässern von La Réunion.
Seit Oktober 2011 hat das französische Forschungsinstitut IRD ein umfassendes Forschungsprojekt (Programm CHARC) zum Thema Haiangriffe auf La Réunion gestartet. Dabei werden Haie eingefangen, mit elektronischen Sendern markiert und deren Bewegungen in den Küstengewässern studiert. Anhand der charakteristischen Bisswunden werden die meisten Angriffe den Bullenhaien zugeordnet, die vor La Réunion mit drei Meter Länge auch größer werden als an anderen Orten der Erde.
Bullenhaie finden vor der Westküste der Insel ein ideales Biotop vor. Starke Regenfälle führen häufig zu einer hohen Gewässertrübung und die Lagunen (Lagune von Saint-Paul) und Flüsse, die in den Indischen Ozean entwässern, reduzieren den Salzwassergehalt der küstennahen Meereszone. Beides Faktoren, welche die Population der Bullenhaie sehr begünstigen. Man hat herausgefunden, dass die Attacken auf Menschen überwiegend in den Wintermonaten stattfanden. Diese Zeit fällt mit der Fortpflanzungsperiode der Bullenhaie zusammen, in der männliche Tiere am Strand von St. Gilles gehäuft auftreten und in Konkurrenz um reproduktionsfähige Weibchen eine stark erhöhte Aggressivität zeigen. Das rasante Anwachsen der Bevölkerung an der Westküste von La Réunion, das verstärkte Einleiten von Abwässern und Fischabfällen hat zu einer starken Degradation des maritimen Ökosystems geführt. Gleichzeitig hat der Futterfischbestand durch radikale Überfischung signifikant abgenommen. Das erhöhte Auftreten von Haiangriffen vor La Réunion basiert vermutlich auf multifaktoriellen Ursachen. Das Smithsonian Institut hat die Frage untersucht, warum der Indische Ozean ein „Hotspot“ für Haiangriffe geworden ist. Die „Hai-Krise“ auf La Réunion hat bereits dazu geführt, dass eine Massentötung von Haien in den gefährdeten Gewässern gefordert wird. Während auf La Réunion ab dem Jahr 2011 ungewöhnlich viele Haiangriffe stattfanden, war die Nachbarinsel Mauritius, die nach landläufiger Meinung durch ein vorgelagertes Korallenriff geschützt ist, nicht betroffen. Aufgrund starker Überfischung sind Bullenhaie auf Nahrungssuche dazu gezwungen, dichter an die Küste heranzuschwimmen.

## Maßnahmen
Die zuständigen Behörden haben bereits Warnschilder in Strandnähe angebracht und warnen eindringlich vor dem Betreten des Wassers. Weiterhin sollen 80 Haie aus den Küstengewässern „entnommen“ und getötet werden, um die Gefahr für Touristen einzudämmen. Die einzelnen Maßnahmen werden von den Insulanern kontrovers diskutiert. Das gezielte Töten von Haien hätte möglicherweise negative Schlagzeilen zur Folge, was der Touristikindustrie weiteren Schaden zuführen würde.
Die Strände von Boucan Canot und Les Roches Noires wurden für vier Monate komplett gesperrt. 300 Meter vor der Küste ist das Baden, Surfen und Bodyboarden verboten. An anderen Stränden wurden kleine Sektoren mit Netzen abgesperrt, in denen in den Zeiten von 10:00 bis 17:00 unter Aufsicht gebadet und geschwommen werden darf.

## Liste der Opfer durch Haiangriffe vor La Réunion
| Aktivität und Verletzungen                                  | Name des Opfers        | Datum und Angriffszeit             | Strandabschnitt/Region                       |
| ----------------------------------------------------------- | ---------------------- | ---------------------------------- | -------------------------------------------- |
| Schnorchler, tödlicher Unfall                               | nicht bekannt          | † 15. Dezember 2019                | Saint-Leu                                    |
| Schwimmer, tödlicher Unfall                                 | Richard Martyn Turner  | † 2. November 2019, nachmittags    | Hermitage-Lagune                             |
| Surfer, tödlicher Unfall                                    | Kim Mahbouli           | † 9. Mai 2019, 16:30               | Saint-Leu                                    |
| Fischer, tödlicher Abbiss eines Beines                      | Floris Huet            | † 30. Januar 2019, 09:15           | Mündung des Rivière de l’Est bei Sainte Rose |
| Bodyboarder, tödlicher Unfall                               | Adrien Dubosc          | † 29. April 2017, 11:45            | Saint-Leu                                    |
| Bodyboarder, tödlicher Unfall                               | Alexandre Naussac      | † 21. Februar 2017, 09:00          | Mündung Rivière du Mât, Saint-André          |
| Surfer, Verlust des rechten Armes und eines Fußes           | Laurent Chardard       | 27. August 2016, 17:00             | Saint Gilles, Boucan Canot                   |
| Surfer, tödlicher Unfall                                    | Elio Canestri          | † 12. April 2015, morgens          | Les Aigrettes                                |
| Schwimmerin, tödlicher Unfall                               | Talon Bishop           | † 14. Februar 2015, 18:30          | d’Étang-Salé                                 |
| Surfer, schwere Bisswunden an der rechten Seite             | Vincent Rintz          | 22. Juli 2014, 15:00               | Saint-Leu                                    |
| Bodyboarder, rechtes Bein schwer verletzt                   | G. Tanguy              | 26. Oktober 2013, 16:30            | d’Étang-Salé                                 |
| Schwimmerin, tödlicher Unfall                               | Sarah Roperth          | † 15. Juli 2013, 14:26             | St. Paul, Le cimetière marin                 |
| Surfer, tödlicher Unfall                                    | Stéphane Berhamel      | † 8. Mai 2013, 08:20               | St Gilles, Brisant Beach                     |
| Surfer, Verletzung an rechter Hand und Fuß                  | Fabien Bujon           | 6. August 2012, 17:17              | Saint-Leu                                    |
| Surfer, tödlicher Unfall                                    | Alexandre Rassica      | † 23. Juli 2012, 16:30             | Trois-Bassins                                |
| Bodyboarder, keine Verletzung, Biss in das Board            | Gerard Itema           | 5. März 2012, 14:30                | Saint-Benoit, Port de la Marine              |
| Taucher, Speerfischer, Biss in den linken Fuß               | Jean-Paul Delaunay     | 11. November 2011, Morgendämmerung | Bois-Blanc, Sainte-Rose                      |
| Frauenleiche gefunden mit Bissspuren von Haien              | unbekannt              | † 13. Oktober 2011                 | Réunion                                      |
| Kanufahrer, Angriff ohne Verletzung                         | Jean-Pierre Castellani | 5. Oktober 2011, 10:00             | Cap La Houssaye in Saint-Paul                |
| Surfer, tödlicher Unfall                                    | Mathieu Schiller       | † 19. September 2011, 15:30        | Saint Gilles, Boucan Canot                   |
| Kajakfahrer, Angriff ohne Verletzung                        | unbekannt              | 15. Juli 2011                      | Saint Gilles                                 |
| Surfer, Angriff auf das Surfboard, nur leichte Verletzungen | Arnaud Dussel          | 6. Juli 2011, 15:00                | Saint Gilles, Roches Noires                  |
| Bodyboarder, tödlicher Unfall                               | Eddy Auber             | † 15. Juni 2011, 17:30             | St Gilles les Bains, Boucan Canot            |
| Surfer, schwere Verletzung am linken Bein                   | Eric Dargent           | 19. Februar 2011, 18:30            | Saint-Gilles, Trois-Roches                   |